# Inspektorat Zachodni Armii Krajowej
Inspektorat Zachodni Armii Krajowej – terenowa struktura Okręgu Polesie Armii Krajowej (Brześć).

## Struktura organizacyjna
Struktura organizacyjna podana za Atlas polskiego podziemia niepodległościowego:
- Obwód Brześć Miasto
- Obwód Brześć Powiat